# Akodon latebricola
Akodon latebricola е вид бозайник от семейство Мишкови (Muridae). Видът е световно застрашен, със статут Уязвим.

## Разпространение
Разпространен е в Еквадор.

## Описание
Теглото им е около 39 g.
Популацията им е намаляваща.